# Сам (село)
Сам (каз. Сам) — село у складі Бейнеуського району Мангистауської області Казахстану. Адміністративний центр Самського сільського округу.
До 2007 року село називалось Кизиласкер.
Населення — 526 осіб (2021; 450 у 2009, 451 у 1999, 465 у 1989).